# Martynas Pocius
Martynas Pocius  (* 28. April 1986 in Vilnius) ist ein litauischer Basketballspieler. Pocius spielt auf den Positionen des Shooting Guards und Small Forwards.

## Laufbahn
Martynas Pocius spielte bereits im High-School-Alter in den Vereinigten Staaten, in der privaten Holderness School in Plymouth (New Hampshire). Nach seinem Abschuss im Jahre 2005 ging er auf die Duke University, wo er unter Trainer Mike Krzyzewski für die Blue Devils in der Atlantic Coast Conference der NCAA spielte.
Im Jahr 2009 beendete er sein Studium in internationalen Vergleichsstudien und ging daraufhin zurück in seine Heimat, wo er bei Žalgiris Kaunas unterschrieb. In seiner ersten Saison gewann er die BBL durch ein 73:66 im Finale gegen Lietuvos rytas Vilnius, 2010/11 schließlich holte er mit seinem Mannschaft das Triple aus BBL, Meisterschaft sowie nationalen Pokal. Im Sommer 2011 wechselte Pocius zum spanischen Klub Real Madrid, wo er einen bis 2013 laufenden Vertrag unterschrieb. Bereits in seiner ersten Spielzeit konnte Pocius mit seiner Mannschaft den Pokal erobern. Zu Beginn der Saison 2012/13 folgte der Gewinn des spanischen Supercups, zudem erreichte er mit Real Madrid das Endspiel der Euroleague und beendete das Jahr mit dem Sieg in der Meisterschaft. Er selbst fiel jedoch aufgrund einer Knöchelverletzung ab Ende Februar aus und sein Vertrag bei den Spaniern wurde nicht verlängert. Zur Saison 2013/14 kehrte er zu Žalgiris Kaunas zurück.

### Nationalmannschaft
Martynas Pocius bestritt als Junior mit Litauen die U-18-Europameisterschaft 2004 und die U-20-EM 2006. Beide Turniere beendete er als bester Scorer seines Teams.
Mit der A-Nationalmannschaft nahm er an der WM 2010 teil und gewann die Bronzemedaille. Pocius war Teil des Aufgebots Litauens für die EM 2011 im eigenen Land, sein Team beendete das Turnier auf dem fünften Rang.

## Erfolge und Ehrungen
Žalgiris Kaunas
- BBL (2): 2009/10, 2010/11
- Litauische Meisterschaft (1): 2010/11
- Litauischer Pokal (1): 2010/11

Real Madrid
- Spanische Meisterschaft (1): 2012/13
- Spanischer Pokal (1): 2011/12
- Spanischer Supercup (1): 2012

Nationalmannschaft
- Basketball-Weltmeisterschaft 2010: Bronze

## Trivia
Im Alter von 13 Jahren zog Martynas Pocius sich bei einem Unfall mit einer Fräsmaschine eine partielle Amputation dreier Finger der linken Hand zu. In einer komplizierten Operation konnten zwei davon rekonstruiert werden, den Mittelfinger verlor er jedoch dauerhaft.